# Universal (Indiana)
Universal es un pueblo ubicado en el condado de Vermillion en el estado estadounidense de Indiana. En el Censo de 2010 tenía una población de 362 habitantes y una densidad poblacional de 386,1 personas por km².

## Geografía
Universal se encuentra ubicado en las coordenadas 39°37′21″N 87°27′19″O / 39.62250, -87.45528. Según la Oficina del Censo de los Estados Unidos, Universal tiene una superficie total de 0.94 km², de la cual 0.94 km² corresponden a tierra firme y (0%) 0 km² es agua.

## Demografía
Según el censo de 2010, había 362 personas residiendo en Universal. La densidad de población era de 386,1 hab./km². De los 362 habitantes, Universal estaba compuesto por el 99.45% blancos, el 0.28% eran afroamericanos, el 0% eran amerindios, el 0% eran asiáticos, el 0% eran isleños del Pacífico, el 0% eran de otras razas y el 0.28% pertenecían a dos o más razas. Del total de la población el 1.66% eran hispanos o latinos de cualquier raza.